# Abreviatura
Abreviatura (ze středověkého latinského abbreviatura, z lat. brevis, tj. krátký) je ve svém původním významu jakýkoli grafický znak označující zkrácené zapsání slabiky či slova, které bylo užíváno ve středověkých rukopisech a později i prvotiscích ustáleným způsobem charakteristickým pro určitou lokalitu, období, jazyk a obsah textu. Odtud potom pochází abreviatoři, původně písaři, kteří zkracovali texty a posléze obecné označení pro písaře papežské kanceláře.
Mezi nejčastější formy krácení slov ve středověkých textech patřily zkratky vzniklé zkomolením (suspenzí) nebo stažením (kontrakcí). Některé z takto vzniklých zkratek přešly do běžného povědomí a jsou dodnes užívány. Jejich výklad však často nebývá jednoznačný. Mezi nejznámější abreviatury tohoto typu patří např. INRI nebo AEIOU.
V současné době se abreviaturami rozumí jakékoliv zkratky od ustálených a běžně používaných zkratek typu MF (Ministerstvo financí), značení ulic (blvd – boulevard) či různých informačních tabulí (fctry – factory, int'l – international), až po nově vznikající zkratky používané např. při zasílání SMS zpráv (např. pls – please).
Použití abreviatury není nutně znakem použití nespisovného jazyka – v mnoha případech je použito např. na cedulích i v písemných materiálech různých vládních organizací, nebo v grafice televizních stanic (často v podobě marquee – běžících nebo měnících se podtitulků pro aktuální zpravodajství).
Jiným případem, který je již na pomezí abreviatury, je použití jiných znaků než těch, z kterých se zkracuje, ovšem se stejnou fonetickou výslovností, např.: z5 – zpět, sk8 – skate (skateboard), b4 – before, K9 – canine, policejní pes (z angličtiny a latiny).
V informačních technologiích existuje zkratka i18n, která vznikla ze slova internationalization, kde 18 je počet písmen uprostřed, mezi prvním a posledním, které byly vyjmuty a nahrazeny.
Účelem tvoření abreviatur je zkrátit jak zápis tak výslovnost dlouhých nápisů zkrácenými tvary. U velmi dlouhých spojení (např. Státní fond pro podporu a rozvoj české kinematografie – SFPPARČK) funkce zkrácení přestává fungovat a místo se použije např. definice termínu při prvním výskytu a další odkazování na něj buď přes zájmeno nebo smluvené slovo (pro výše uvedený příklad v psané podobě např. uvedením dále jen „fond“). V některých případech hraje budoucí abreviace takovou roli, že výsledná fráze se vytvoří již s ohledem na ni. Příkladem může být exekutivní nařízení USA PATRIOT Act, jehož rozepsanou formu, (Uniting and Strengthening America by Providing Appropriate Tools Required to Intercept and Obstruct Terrorism), zná jen malé procento lidí.
Speciálním případem abreviatur je akronym.